# Kislanka (obwód kurgański)
Kislanka (ros. Кислянка) – wieś (sieło) w Rosji, w obwodzie kurgańskim, w rejonie celinnym. W 2010 liczyła 841 mieszkańców.